# Echinorhynchus paranensis
Echinorhynchus paranensis är en hakmaskart som beskrevs av Machado 1959. Echinorhynchus paranensis ingår i släktet Echinorhynchus och familjen Echinorhynchidae. Inga underarter finns listade i Catalogue of Life.